# Václav Pilař
Václav Pilař (phát âm tiếng Séc: [ˈvaːtslaf ˈpɪlar̝̊]; sinh ngày 13 tháng 10 năm 1988) là một cầu thủ bóng đá chuyên nghiệp người Séc thi đấu ở vị trí tiền vệ cánh cho câu lạc bộ Jablonec. Anh đã từng khoác áo đội tuyển quốc gia Cộng hòa Séc.

## Sự nghiệp cấp câu lạc bộ
Pilař gia nhập Plzeň dưới dạng cho mượn từ Hradec Králové vào đầu mùa 2011-12 của giải vô địch quốc gia Séc.
Sau khi từ chối ký hợp đồng với Plzeň vào tháng 11 năm 2011, Pilař được cho là đã nhận lời đồng ý gia nhập câu lạc bộ VfL Wolfsburg của Đức. Tháng 11 năm 2012, có thông tin cho hay Pilař sẽ gia nhập VfL Wolfsburg vào mùa hè nhưng ở tại Cộng hòa Séc để tập luyện hướng tới Giải vô địch bóng đá châu Âu 2012.
Anh bị chấn thương ở mùa hè 2012 và không chơi một trận đấu nào cho Wolfsburg ở mùa 2012–13. Mùa hè năm 2013, Pilař đầu quân cho SC Freiburg dưới dạng cho mượn. Sau khi phải ngồi ngoài 14 tháng, Pilař trở lại tập luyện vào tháng 10 năm 2013 trong một trận đấu giao hữu của Freiburg chạm trán câu lạc bộ Sandhausen của 2. Bundesliga.

## Sự nghiệp cấp đội tuyển
Pilař có trận ra mắt tuyển Cộng hòa Séc vào ngày 4 tháng 6 năm 2011. Anh ghi bàn thắng đầu tiên ở cấp đội tuyển trong trận đấu với Montenegro tại vòng play-off giải vô địch bóng đá châu Âu 2012 vào tháng 11 năm 2011.
Anh ghi bàn thắng đầu tiên cho Cộng hòa Séc trong trận đấu đầu tiên của họ tại Giải vô địch bóng đá châu Âu 2012 gặp tuyển Nga, kết quả đội để thua 2–0. Trong trận đấu kế tiếp của giải, Pilař ghi bàn quyết định trong chiến thắng 2–1 trước Hy Lạp, được tôn vinh là Cầu thủ hay nhất trận.

## Thống kê sự nghiệp

### Câu lạc bộ
Tính đến 1 tháng 6 năm 2015
| Câu lạc bộ         | Mùa                | Giải               | Giải    | Giải      | Cúp     | Cúp       | Liên lục địa | Liên lục địa | Tổng cộng | Tổng cộng |
| Câu lạc bộ         | Mùa                | Hạng đấu           | Số trận | Bàn thắng | Số trận | Bàn thắng | Số trận      | Bàn thắng    | Số trận   | Bàn thắng |
| ------------------ | ------------------ | ------------------ | ------- | --------- | ------- | --------- | ------------ | ------------ | --------- | --------- |
| Hradec Králové     | 2009–10            | Czech 2. Liga      | 36      | 9         | 0       | 0         | 0            | 0            | 36        | 9         |
| Hradec Králové     | 2010–11            | Czech First League | 28      | 3         | 0       | 0         | 0            | 0            | 28        | 3         |
| Viktoria Plzeň     | 2011–12            | Czech First League | 25      | 7         | 0       | 0         | 14           | 3            | 39        | 10        |
| VfL Wolfsburg      | 2012–13            | Bundesliga         | 0       | 0         | 0       | 0         | 0            | 0            | 0         | 0         |
| SC Freiburg (mượn) | 2013–14            | Bundesliga         | 6       | 0         | 0       | 0         | 0            | 0            | 6         | 0         |
| Viktoria Plzeň     | 2014–15            | Czech First League | 28      | 4         | 0       | 0         | 2            | 1            | 30        | 5         |
| Tổng kết sự nghiệp | Tổng kết sự nghiệp | Tổng kết sự nghiệp | 123     | 23        | 0       | 0         | 16           | 4            | 139       | 27        |

### Bàn thắng cho đội tuyển
Tỉ số và kết quả liệt kê bàn thắng của Cộng hòa Séc trước.
| # | Ngày                 | Nơi tổ chức                         | Đối thủ    | Tỉ số | Kết quả | Giải đấu                                        |
| - | -------------------- | ----------------------------------- | ---------- | ----- | ------- | ----------------------------------------------- |
| 1 | 11 tháng 11 năm 2011 | Generali Arena, Praha, Cộng hòa Séc | Montenegro | 1–0   | 2–0     | Vòng play-off giải vô địch bóng đá châu Âu 2012 |
| 2 | 8 tháng 6 năm 2012   | Municipal Stadium, Wrocław, Ba Lan  | Nga        | 1–2   | 1–4     | Giải vô địch bóng đá châu Âu 2012               |
| 3 | 12 tháng 6 năm 2012  | Municipal Stadium, Wrocław, Ba Lan  | Hy Lạp     | 2–0   | 2–1     | Giải vô địch bóng đá châu Âu 2012               |
| 4 | 9 tháng 9 năm 2014   | Generali Arena, Praha, Cộng hòa Séc | Hà Lan     | 2–1   | 2–1     | Vòng loại giải vô địch bóng đá châu Âu 2016     |
| 5 | 28 tháng 3 năm 2015  | Eden Arena, Praha, Cộng hòa Séc     | Latvia     | 1–1   | 1–1     | Vòng loại giải vô địch bóng đá châu Âu 2016     |